# Kwaluseni
Kwaluseni es una ciudad y un tinkhundla del distrito de Manzini, en Suazilandia. Alberga la Universidad de Suazilandia.

## División territorial
El tinkhundla de Kwaluseni se divide en dos imiphakatsi:
- Logoba
- Kwalusenimhlane

- Datos: Q3798822